# Tyktarmskræft
Kolorektal cancer eller tyktarmskræft er en samlet betegnelse, der dækker over kræftsygdomme opstået i tyktarmen (colon), blindtarmen (appendix vermiformis) og endetarmen (rectum). Kræft i disse tre forskellige organer betragtes ofte under ét, da de har mange ligheder i deres udvikling, behandling og prognose. Sygdommen er en af de hyppigste kræftformer i Danmark og årligt rammes ca. 3.400 danskere af den. Kolorektal cancer ses næsten lige hyppigt hos mænd og kvinder. Sygdommen opstår i tarmvæggen, hvor cellerne deler sig ukontrolleret og er oftest af typen adenokarcinom. Symptomer på kolorektal cancer kan være blødning ved afføring eller ændret afføringsmønster. Behandlingen af kolorektal cancer kan være kirurgi, kemoterapi eller strålebehandling.

## Symptomer
Symptomerne ved kolorektal cancer er afhængige af tumorens placering. Generelt kommer symptomerne tidligere i sygdomsforløbet ved tumorer placeret i endetarmen, end ved tumorer placeret i tyktarmen. Symptomerne er ofte knyttet til afføringen og kan for eksempel være:
- Ændringer af afføringens hyppighed og konsistens (diaré/forstoppelse)
- Sortfarvet tjæreagtig afføring (melena)
- Blod eller slim i afføringen
- Fornemmelse af manglende tømning
- Vedvarende maveproblemer
- Blodmangel
- Træthed
- Vægttab
- Madlede

## Patofysiologi
Kolorektal cancer udgår fra celler i slimhinden, der sidder på indersiden af tarmvæggen. I over 95% af tilfældene vil sygdommen være opstået i kirtelceller og derfor være af typen adenocarcinom. Man mener at sygdommen starter som adenomer, der danner såkaldte polypper, der senere udvikler sig til maligne tumorer. Denne udvikling forløber som regel over flere år, og det vil ikke være alle adenomer, der udvikler sig til tumorer. Om et adenom udvikler sig til en kræftknude er afhængigt af tre faktorer:
- Størrelsen af adenomet
- Den histologiske type af adenomet
- Graden af celleforandringer i adenomet (Dysplasi)

Når cellerne har ændret sig til maligne celler, vil de begynde at vokse ind i tarmlumen og tarmvæggen.
Kolorektal cancer metastaserer via lymfekar, blodkarene og metastaser findes oftest i leveren, men også lungerne, knoglerne og hjernen kan være sæde for metastaser.

## Årsager
Kolorektal cancer er en sygdom, der udløses af mange forskellige årsager. Risikofaktorer for kolorektal cancer kan være kostvaner med et højt indhold af fedt eller et stort indtag af rødt kød, alkohol og rygning, samt kostvaner med et lavt indhold af fiber. Desuden kan man være genetisk disponeret for at udvikle kolorektal cancer, men det er sjældent tilfældet. Særligt genetisk disponeret er personer med Familiær adenomatøs polypose (FAP), da disse personer udvikler mange polypper, der er et stadie på vejen mod kolorektal cancer. Personer med Hereditær non polypose kolorektal cancer (HNPCC) er også genetisk disponeret til at udvikle kolorektal cancer. I Danmark er mennesker kendt med FAP og HNPCC registreret og de tilbydes regelmæssig kontrol for kolorektal cancer.
Kolorektal cancer er den tredjehyppigst forekommende kræftform i verden, men en overvægt - cirka 60 procent af tilfældene - findes i ilande. 

## Undersøgelser
Ved mistanker om kolorektal cancer bliver der iværksat en række undersøgelser. Den første undersøgelse vil næsten altid være en rektal eksploration, hvor lægen med en finger føler op i patientens endetarm. 2/3 af alle kræftknuder i endetarmen kan opdages ved denne meget simple undersøgelse. En kikkertundersøgelse af endetarmen og det sidste stykke af tyktarmen (en såkaldt sigmoideoskopi) vil være den næste undersøgelse. Hvis man ikke finder noget ved denne undersøgelse, kan man foretage en kikkertundersøgelse af hele tyktarmen, en koloskopi. Hvis man ved komplet kikkertundersøgelse af både endetarmen og tyktarmen ikke finder nogle kræftknuder, betragtes diagnosen kolorektal cancer som udelukket. Finder man ved disse undersøgelser vævsforandringer, som kunne være maligne, udtager man en eller flere biopsier. Disse vil blive undersøgt ved mikroskopi. Kun hvis der findes maligne forandringer af cellerne ved mikroskopi, kan man stille diagnosen kræft. Efter diagnosen kolorektal cancer er stillet kan man foretage en endoskopisk ultralydsundersøgelse, for at få et indtryk af udbredelsen af tumoren. Desuden vil man foretage en ultralydsundersøgelse af leveren og en CT-scanning for at finde eventuelle metastaser.
I Tyskland er antallet af dødsfald på grund af tarmkræft faldet med 17 procent fra 28.900 i 2003 til 24.100 i 2023, hovedsageligt takket være indførelsen af regelmæssige koloskopier som forebyggende undersøgelse siden 2003. Denne metode har gjort det muligt at opdage og fjerne polypper tidligt, hvilket har reduceret både antallet af nye tilfælde og hospitalsindlæggelser betydeligt; sidstnævnte faldt med næsten en tredjedel til cirka 139.200 i 2023. Kvinder har særligt nydt godt af udviklingen med et fald på cirka 25 procent i antallet af dødsfald, mens mænd oplevede en mindre tilbagegang på kun 8 procent. Fra april 2025 sænkes screeningsalderen hos kvinder fra 55 til 50 år, hvilket kan reducere dødeligheden yderligere, selvom en aldrende befolkning kan få antallet af tilfælde til igen at stige i fremtiden.

### Screening
En mulig måde at screene for kolorektal cancer er undersøgelse af afføringen for blod. Der findes let tilgængelige test for blod i afføringen, såkaldte Fækal okkult blodprøve tests (FOBT), og man har i udlandet indført screeningsprogrammer for kolorektal cancer baseret på sådanne undersøgelser. Her bliver patienter over en vis alder tilbudt at få afføringen undersøgt for blod- Hvis der findes blod i afføringen, tilbydes kikkertundersøgelse af tarmen. I Danmark har man gennemført forsøg med et lignende screeningsprogram i Københavns og Vejles amter samt på Fyn som de første (Ole Kronborg et.al). Fra 2014 vil alle personer mellem 50-74 år blive tilbudt sådan en screening for kolorektal cancer hvert andet år, i forbindelse med deres årlige helbredstjek. Planen er, at alle mellem 50-74 år skal være screenet for kolorektal cancer inden for de første 4 år. 
Forsøgene med screeningsprogrammet har dog belyst en række problemstillinger vedrørende den valgte FOBT-test. Et af kravene fra regeringens side var nemlig, at minimum 60 % af målgruppen ønskede at tage testen. Dette blev ikke opnået i forsøgene, og derfor blev der gennemført en undersøgelse over hvilke barrierer målgruppen havde for screeningen af tarmkræft. Her blev det påvist, at mange barrierer var forbundet med selve afføringstesten. Yderligere er testen ikke god til at identificere de personer, hvor tarmkræften er i de tidlige stadier, da der ofte ingen blødning og andre symptomer er i starten.
Nyere forskning har derfor været fokuseret på at finde andre metoder for at konstatere kolorektal cancer i de tidlige stadier, samt at gøre diagnosticeringen lettere for personer mellem 50 – 74 år. I Danmark har denne forskning især været fokuseret på en teknologi kaldet TIMP-1 markøren, hvor der foretages en analyse af proteiner i blodet, der sammenholdt med en række generelle spørgsmål om den pågældende person, kan give en risikovurdering for den enkelte person. Risikoanalysen måler to proteiner i blodet, som i forhøjede mængder kan være knyttet til tyktarmskræft. Forskningen af TIMP-1 markøren foregår i et samarbejde mellem Københavns Universitet, Rigshospitalet og Danmarks Tekniske Universitet, samt Cancer Marker A/S, der er en dansk medicovirksomhed.

## Stadier
For at give en ide om behandlingsmulighederne og prognosen for patienter med diagnosticeret kolorrektal cancer stadieinddeler man tumoren efter forskellige systemer. Stadieinddeling går basalt set ud på at vurdere, hvor udbredt kræften er på diagnosetidspunktet. Til stadieinddeling anvender man to forskellige systemer, TNM-systemet- som er det gældende system i DK og Duke's system-der er erstattet af TNM.

### TNM-systemet
Ved TNM-systemet inddeles kræftknuden efter dens udbredelse, graden af lymfeknudemetastaser og fjernmetastaser.
- T

- Tx Udbredning kan ikke vurderes
- T1 Tumor i submucosa
- T2 Tumor i tunica muscularis
- T3 Tumor I perikolisk/perirektalt væv
- T4 Tumor infiltrerer andre organer/peritoneum

- N

- N0 Ingen regionale metastaser (over 12 lymfeknuder)
- N1 Metastaser i op til 3 lymfeknuder
- N2 Metastaser i 4 eller flere lymfeknuder
- N3 Langs kendt karstamme eller apikal

- M

- M0 Ingen fjernmetastaser
- M1 Fjernmetastaser

### Dukes system
Dukes system er inddeler i fire stadier A, B, C og D. Disse stadier er baseret på graden af gennemvækst af tarmvæggen, og hvorvidt der er fjernmetastaser.
- Dukes A Tumor findes kun i tarmvæggen
- Dukes B Tumor er vokset gennem tarmvæggen
- Dukes C Tumor med lymfeknudemetastaser
- Dukes D Tumor med fjernmetastaser

## Behandling
Der er basalt set tre forskellige behandlingsmuligheder for kolorektal cancer, kirurgi, kemoterapi og strålebehandling. Valget af behandling er dels afhængigt af, hvor tumoren er placeret (tyktarm/endetarm), og hvor meget den har spredt sig.

### Kirurgi
Ved kirurgisk behandling forsøger man at skære tumoren ud af tarmen. Ønsker man at helbrede sygdommen, er dette muligt, hvis kræftcellerne ikke har spredt sig til andre organer. Også når tumor har metastaseret (spredt sig) til andre organer er der i en del tilfælde muligheder for helbredelse. F.eks kan metastaser i lever og lunge fjernes i mange tilfælde. Den kirurgiske behandling suppleres i så fald med andre modaliteter som kemoterapi, regional intraarteriel kemoterapi, stråleterapi mm. Hvis tumoren kun findes i tarmvæggen fx som en polyp, kan man forsøge at fjerne den ved kikkertundersøgelsen af tarmen hvis der ikke er påvist cancer i polyppen. Kun i sjældne tilfælde er det tilstrækkeligt kun at fjerne en polyp med cancer pga. risikoen for spredning til de såkaldt regionale lymfeknuder. Hvis tumoren er vokset gennem tarmvæggen må man fjerne hele det stykke af tarmen tumoren sidder i. De to ender af den tilbageværende tarm kan herefter sys sammen, hvorved der dannes en anastomose. Det kan være nødvendigt at vente med at sy de to tarmstykker sammen. Hvis man ikke syr de resterende tarmstykker sammen anlægges en stomi, hvor tyktarmen føres ud gennem bugvæggen og tømmes i en pose. Denne stomi kan eventuelt fjernes igen senere, med efterfølgende sammensyning af de to tarmender. I tilfælde med primær sammensyning af tarmenderne – oftest ved lavtsiddende endetarmskræft – kan det være nødvendigt med en såkaldt midlertidig aflastende ileostomi – fremlægning af tyndtarm i højre side af bugvæggen.
Ved kræft placeret i den allernederste del af endetarmen, er det nødvendigt med strålebehandling inden operation. Dette gør det ofte nødvendigt med en blivende kolostomi, da lukkemuskulaturen fjernes ved operationen.

### Strålebehandling
Ved behandling af tumorer placeret i endetarmen kan man anvende stråleterapi. Strålebehandling anvendes ikke mod tumorer placeret i tyktarmen. Strålebehandling anvendes næsten altid i kombination med kirurgi, såkaldt adjuverende strålebehandling. Strålebehandlingen kan enten gives før operationen eller efter operationen. Ved strålebehandling før operationen forsøger man at gøre tumoren mindre ("down-staging") for derved at gøre den lettere at fjerne kirurgisk. Strålebehandling efter operationen kan anvendes, hvis der er tvivl om hele tumoren er blevet fjernet.

### Kemoterapi
Kemoterapi med cytostatika kan anvendes ved kolorektal cancere med metastaser til lymfeknuder eller andre organer. Kemoterapi anvendes som strålebehandlingen ofte i kombination med kirurgi. Kemoterapien gives som behandling efter operationen. Kemoterapi anvendes også hos patienter, der ikke kan tilbydes kirurgi, eller hos patienter med tilbagefald af kræftsygdommen. Oftest anvendes stoffet 5-fluoruracil i kombination med andre kemoterapeutika. 

## Prognose
Dødeligheden i Danmark har tidligere ligget nogenlunde konstant og meget højt i forhold til andre lande i Europa. Ændringer i operationsmetoder, træning af kirurger, patologer, radiologer og onkologer samt en kraftig centralisering af cancerkirurgien gennem de seneste 10 år har dog forbedret prognosen betydeligt og behandlingen i Danmark er nu fuldt på højde med de lande vi sammenligner os med. Prognosen for det enkelte tilfælde af kolorektal cancer er meget afhængigt af tumorens udbredelse og graden af spredning ved diagnosetidspunktet. Overordnet vil lidt under halvdelen af alle, der får stillet diagnosen kolorektal cancer, være i live efter 5 år. Ved tilbagefald af kolorektal cancer vil kun 10-20% kunne helbredes.